# Paul Koech
Paul Koech (* 25. Juni 1969; † 3. September 2018) war ein kenianischer Langstreckenläufer.
Er siegte bei den Leichtathletik-Afrikameisterschaften 1996 in Yaoundé im 5000-Meter-Lauf. Bei den Leichtathletik-Weltmeisterschaften 1997 in Athen wurde er Vierter im 10.000-Meter-Lauf. Im selben Jahr stellte er seine Bestzeiten über 3000 (7:33,79 min), 5000 (12:56,29 min) und 10.000 Meter (26:36,26 min) auf.
1998 gewann er Silber bei den Crosslauf-Weltmeisterschaften und mit der Zeit von 1:00:01 h den Titel bei den Halbmarathon-Weltmeisterschaften.
1999 und 2000 wurde er jeweils Sechster bei den Crosslauf-Weltmeisterschaften. Eine Knieverletzung verhinderte jedoch eine Teilnahme an den Olympischen Spielen in Sydney.
2003 meldete er sich mit einem fünften Platz bei den Crosslauf-Weltmeisterschaften zurück. Unter seinem neuen Trainer Dieter Hogen spezialisierte er sich auf den Marathon, und bei seinem Debüt wurde er Zweiter beim Chicago-Marathon 2003 in 2:07:07 h. 2004 wurde er an gleicher Stelle Zehnter.
Paul Koech war der Onkel der erfolgreichen Läuferinnen Sally und Florence Barsosio.